# Zawieszenie aktywne
Zawieszenie aktywne – konstrukcja wykorzystująca elektroniczne czujniki do kontroli i regulacji pneumatycznych układów zmniejszających drgania z podwozia. Konstrukcja dostosowuje wielkość prześwitu do obciążenia auta.
Prekursorem takiego typu zawieszenie była firma Citroën. Ze względu na skomplikowaną budowę i wysokie koszty produkcji oraz serwisowania, zawieszenie półaktywne i aktywne stosowane jest głównie w samochodach klasy wyższej oraz sporadycznie w klasie średniej jako opcja wyposażenia dodatkowego. Później rozwiązania takie pojawiły się również samochodach kompaktowych.